# Kemse
Cet article concerne la commune hongroise. Pour la ville éthiopienne, voir Kemise.
Kemse est un village et une commune du comitat de Baranya en Hongrie.